# Johannes Rosinus
Johannes Rosinus (* als Johannes Rossfeld (Vorname auch Johann, Iohannes und Ioannes, Nachname auch Rosinius, Roszfeld, Roßfeld, Roßfeldt und andere Schreibweisen) 1551 in Eisenach; † 7. Oktober 1626 in Naumburg) war ein deutscher evangelischer Theologe und Antiquar. Er gehörte zu den einflussreichsten und wirkmächtigsten deutschen Antiquaren.

## Leben, Leistungen und Wirkung
Johannes Rosinus war Sohn des Luther- und Melanchthon-Schülers Bartholomäus Rosinus. Der Bruder des Vaters, Theodor Rosinus, war ebenfalls Prediger. Johannes Rosinus’ Bruder Bartholomäus war ebenfalls Lehrer und Prediger, der Bruder Abraham war Arzt. Die Verwicklungen des Vaters in die religiösen Konflikte in der Folge der Reformation sollten nachhaltig Einfluss auf das Leben des Sohnes haben. Dieser konnte ab 1559 durch die Unterstützung des Herzogs Johann Wilhelm von Sachsen-Weimar schon im Alter von acht Jahren das Gymnasium in Weimar besuchen. Zuvor hatte er seine Schulbildung noch kurzzeitig in Eisenach begonnen, die Berufung des Vaters nach Weimar verlegte den Lebensmittelpunkt. Nach Beendigung der Schule studierte Rosinus – wiederum unterstützt durch Johann Wilhelm – in Jena. Besonderen Einfluss übte hier der Theologe und Moralphilosoph Johannes Rosa auf ihn aus, der weit über die Theologie und Philosophie hinausging und ihn zu historischen und antiquarischen Studien anregte. Er schloss das Studium mit dem Magistergrad ab. Nach dem Tode Johann Wilhelms und der Übernahme der Regentschaft durch August von Sachsen musste Bartholomäus Rosinus das Territorium Sachsen-Weimars verlassen und gelangte schließlich nach Regensburg. Johannes Rosinus, dessen Hoffnungen, nach der Beendigung seines Studiums eine Anstellung als Lehrer an einer Schule oder als Prediger in Sachsen-Weimar zu erhalten, hatten sich mit der neuen Situation des Vaters zerschlagen und er folgte seinem Vater zu dessen letztem Wohnsitz nach Regensburg. Dort fand Johannes Rosinus 1575 eine Anstellung als Prorektor und Konrektor am protestantischen Gymnasium poeticum. In den elf Jahren in Regensburg verfasste er sein Hauptwerk, die Romanarum antiquitatum libri X, ex variis scriptoribus summa fide singularique diligentia collecti, kurz Antiquitates romanae. Er widmete sein Werk den Söhnen seines langjährigen fürstlichen Gönners Johann Wilhelm, Friedrich Wilhelm I. und Johann. Möglich wurde die Rückkehr aber erst nach dem Tod des Vaters im Jahr 1586. Rosinus nahm die ihm angebotene Pfarrstelle in Wickerstedt an und kehrte nach Sachsen-Weimar zurück. Noch 1586 wurde er ordiniert. 1592 ging er als Domprediger nach Naumburg. In dieser Position verblieb er bis zu seinem Tod. Seine wertvolle Bibliothek wurde zum Teil durch Gläubiger übernommen, den Rest rettete Wolfgang Eylenberg zunächst nach Memleben, wo sie aber von marodierenden Soldaten im Zuge des Dreißigjährigen Krieges vernichtet wurden. Einer seiner Söhne, Bartholomäus Rosinus (1579–1611), folgte seinem Vater nach, starb aber schon lange vor dem Vater als Konrektor der Stiftsschule Zeitz.

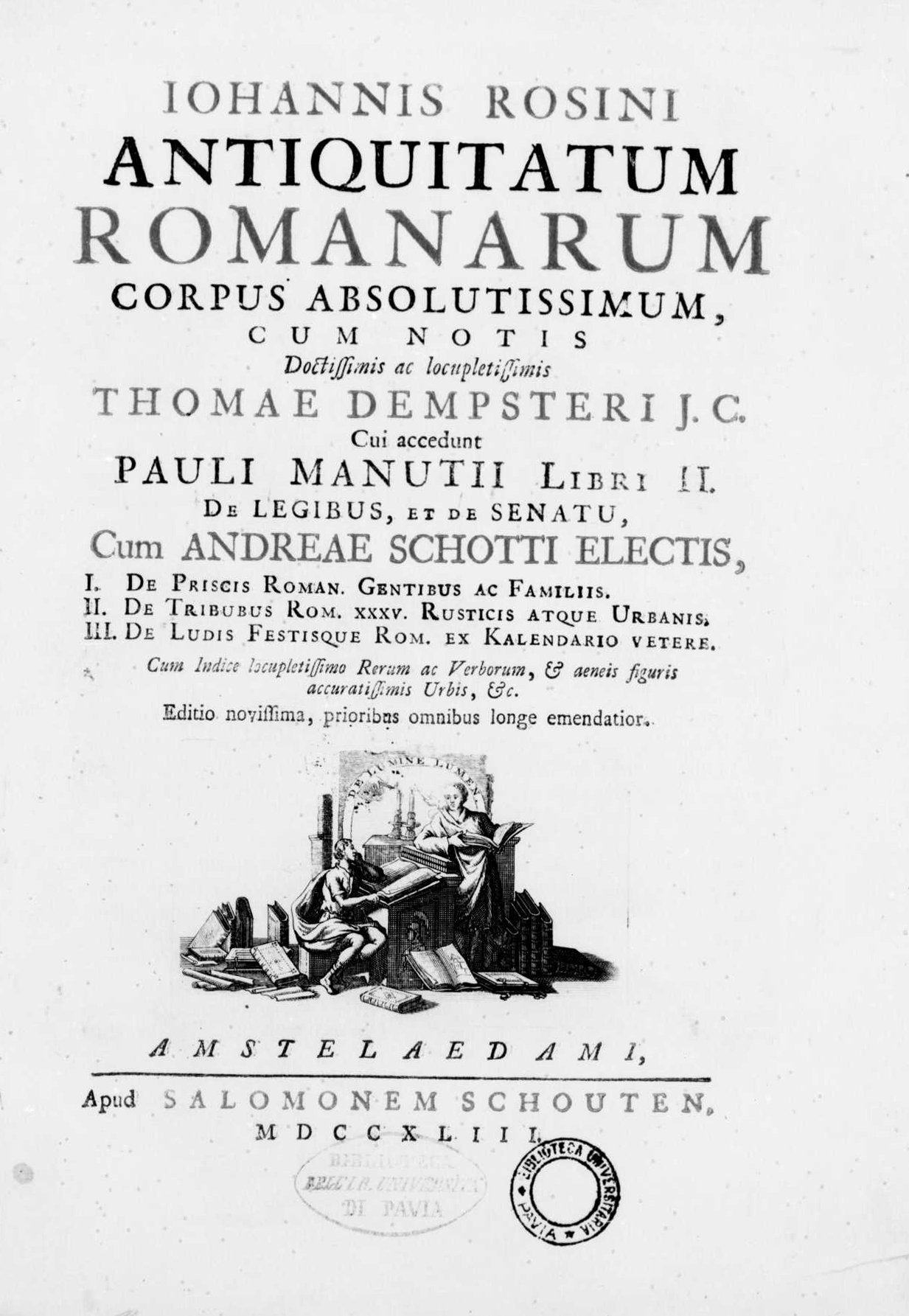
Antiquitatum romanarum corpus absolutissimum in der Bearbeitung durch Thomas Dempster, Amsterdam 1743

Rosinus’ Hauptwerk Antiquitates romanae entstand, obwohl dieser nicht in das weit gespannte Gelehrtennetzwerk seiner Zeit eingebunden und damit ein „Außenseiter“ war. Noch mehr erschwert wurde es ihm, da er als Protestant Rom niemals besuchte und die antiken Stätten und Hinterlassenschaften somit nicht aus eigener Anschauung kannte. Er konnte sich bei seiner Arbeit einzig auf die ihm zugängliche Literatur stützen, was jedoch in seiner Zeit nicht ungewöhnlich war. Die Quelleneditionen und die Literatur des 15. und 16. Jahrhunderts wertete er aus und sammelte so alle für ihn relevanten Informationen. Er beschrieb die Topografie, die Sakralbauten und die Spiele, bezog dabei aber auch andere Aspekte, darunter insbesondere das Rechtswesen, das Staatswesen sowie das Kriegswesen, mit ein. Damit schuf Rosinus ein Werk, das als erstes Handbuch zur römischen Kultur gilt. Es hatte darüber hinaus einen enormen Erfolg. Ingo Herklotz bezeichnete es als den „erfolgreichsten Titel in der Geschichte der antiquarischen Literatur“. Die erste Ausgabe erschien 1583 in Basel. Nach Rosinus’ Tod erfolgten in relativ kurzen Abständen immer wieder Neuauflagen, so 1632 und 1640 in Genf, 1645 und 1662 in Köln und 1783 in Amsterdam. Eine von Thomas Dempster erweiterte Fassung erschien 1613 als Antiquitatum romanarum corpus absolutissimum in Paris. Eine für den Schulgebrauch bearbeitete Ausgabe, herausgegeben von Friedrich Hildebrand, erschien 1653 unter dem Titel Antiqvitates potissimùm Romanae in Jena. Das Werk wurde somit über 200 Jahre immer wieder neu aufgelegt. Die größte Reichweite erreichte neben der Dempster-Überarbeitung die letzte Bearbeitung durch Rosinus selbst aus dem Jahr 1609, die in Leiden publiziert wurde. Die übrigen Werke und Herausgaben von Schriften anderer Autoren, darunter Luthers, sind von weitaus weniger Bedeutung.
Rosinus wird gelegentlich mit dem gleichnamigen evangelischen Theologen und Pfarrer Johannes Rosinus (1540–1606) verwechselt, der ebenfalls unter anderem im Raum Weimar tätig war.

## Schriften
- Romanarum antiquitatum libri decem, ex variis scriptoribus summa fide singularique diligentia collecti. Ex officina haeredum Petri Pernae, Basel 1583 (Digitalisat).[10]
- Antiturcica Lutheri: Das ist Vom Kriege vnd Gebet wider den Tuercken vnd von desselben Alcoran; etliche Schrifften ... Doctoris Martini Lutheri: Darunter auch eine ... Doct. Iusti Ionae:(Das siebend Capitel Danielis Von des Tuercken Gotteslesterung vnd schrecklicher Moerderey mit vnterricht ... Anno M.D.XXX.) Sampt angehengten etlichen ... Lutheri Propheceyungen von dem kuenfftigen grossen Vnglueck vber Deudschland: Auch schoenen ... Gebetlein ... Leipzig 1595 (Digitalisat).
- Exempla pietatis illustris seu Vitae trium Saxoniae Electorum Friderici Sapientis, Johannis Constantis et Johannis Friderici. Jena 1602 (Digitalisat).
- Eine Christliche Leichpredigt aus dem dritten Capittel deß Buchs der Weißheit. : Bey der Volckreichen Begräbnuß der ... Mariae/ gebornen von Görßdorff/ deß ... Johan von Krackaw/ Domdechands der hohen Stiffte/ Meissen/ Naumburg und Zeitz ... Ehegemahlin/ welche ... vorschieden/ zur Naumburg/ den 17. Monatstag Ianuarii dieses jetztlauffenden 1604. Jahrs/ und den 19. tag gemeltes Monats ... daselbst zur Erden bestattet. / Gehalten durch Herrn Johannem Rosinum Dompredigern zur Naumburg. Jena 1604 (Digitalisat).
- Eine Christliche Leichpredigt auß dem III. Capitel/ deß Propheten Esaiae : Bey der Begräbnuß Deß ... Johann von Krakau/ Domdechants der hohen Stiffte Meissen/ Naumburg und Zeitz/ Welcher ... entschlaffen ist zur Naumburg: den 24. Octobr. ... dieses jetzt lauffenden M.DC.VI. Jahres/ und folgends den 29. Tag obgemeltes Monats/ Mitwoch nach Simonis Judae daselbst auff dem GottesAcker/ neben seinem seligen geliebten Gemahl ... zur Erden bestattet worden / In grosser ansehenlicher Versamlung in der Domkirchen daselbst gehalten Durch Joannem Rosinum, Dompredigern zur Naumburg. Jena 1607 (Digitalisat).
- Antiqvitatvm Romanarvm Corpvs Absolvtissimvm. Genevae : Sumptibus Samuelis Chouët, M.D.LIIX. [vermutlich eher 1658] (Digitalisat)